# René Cédolin
René Cédolin (Mantes-la-Jolie, 13 luglio 1940) è un allenatore di calcio ed ex calciatore francese, di ruolo difensore.

## Biografia
La sua carriera di calciatore è legata al Rennes, con cui ha disputato 13 stagioni di massima serie totalizzando 322 incontri e una rete, vincendo due edizioni della Coppa di Francia. Conclusa la carriera di calciatore, è rimasto nel Rennes come allenatore guidando in seguito il Troyes e alcune squadre di seconda divisione.

## Statistiche

### Presenze e reti nei club
Fonte:
| Stagione                 | Squadra                  | Campionato               | Campionato | Campionato | Coppe nazionali | Coppe nazionali | Coppe nazionali | Coppe continentali | Coppe continentali | Coppe continentali | Altre coppe | Altre coppe | Altre coppe | Totale | Totale |
| Stagione                 | Squadra                  | Comp                     | Pres       | Reti       | Comp            | Pres            | Reti            | Comp               | Pres               | Reti               | Comp        | Pres        | Reti        | Pres   | Reti   |
| ------------------------ | ------------------------ | ------------------------ | ---------- | ---------- | --------------- | --------------- | --------------- | ------------------ | ------------------ | ------------------ | ----------- | ----------- | ----------- | ------ | ------ |
| 1959-1960                | Rennes                   | D1                       | 18         | 0          | CF              | 1               | 0               | -                  | -                  | -                  | -           | -           | -           | 19     | 0      |
| 1960-1961                | Rennes                   | D1                       | 8          | 0          | -               | -               | -               | -                  | -                  | -                  | -           | -           | -           | 8      | 0      |
| 1960-1961                | Rennes                   | D1                       | 17         | 0          | -               | -               | -               | -                  | -                  | -                  | -           | -           | -           | 17     | 0      |
| 1962-1963                | Rennes                   | D1                       | 9          | 0          | -               | -               | -               | -                  | -                  | -                  | -           | -           | -           | 9      | 0      |
| 1963-1964                | Rennes                   | D1                       | 30         | 0          | CF              | 1               | 0               | -                  | -                  | -                  | CCD         | 1           | 0           | 32     | 0      |
| 1964-1965                | Rennes                   | D1                       | 30         | 0          | CF              | 6               | 0               | -                  | -                  | -                  | -           | -           | -           | 36     | 0      |
| 1965-1966                | Rennes                   | D1                       | 29         | 1          | CF              | 5               | 0               | CdC                | 2                  | 0                  | -           | -           | -           | 38     | 12     |
| 1966-1967                | Rennes                   | D1                       | 29         | 0          | CF              | 6               | 0               | -                  | -                  | -                  | -           | -           | -           | 35     | 0      |
| 1967-1968                | Rennes                   | D1                       | 33         | 0          | CF              | 1               | 0               | -                  | -                  | -                  | -           | -           | -           | 34     | 1      |
| 1968-1969                | Rennes                   | D1                       | 29         | 0          | CF              | 2               | 0               | -                  | -                  | -                  | -           | -           | -           | 31     | 0      |
| 1969-1970                | Rennes                   | D1                       | 26         | 0          | CF              | 4               | 0               | -                  | -                  | -                  | -           | -           | -           | 30     | 0      |
| 1970-1971                | Rennes                   | D1                       | 35         | 0          | CF              | 9               | 0               | -                  | -                  | -                  | -           | -           | -           | 44     | 0      |
| 1971-1972                | Rennes                   | D1                       | 29         | 0          | CF              | 3               | 0               | CdC                | 2                  | 0                  | -           | -           | -           | 34     | 0      |
| Totale Rennes (carriera) | Totale Rennes (carriera) | Totale Rennes (carriera) | 322        | 1          |                 | 38              | 0               |                    | 4                  | 0                  |             | 1           | 0           | 365    | 1      |

## Palmarès
- Coppa di Francia: 2

Rennes: 1964-65, 1970-71
- Supercoppa francese: 1

Rennes: 1971